# Список умерших в 935 году

## Сентябрь
- 28 сентября — Святой Вацлав, чешский князь (924—935/936) из рода Пржемысловичей; святой, почитаемый как католиками, так и православными[1].
- Бозон I, граф в Верхней Бургундии (921—935)[2].

## Ноябрь
- 13 ноября — Адальберт Бергамский, итальянский прелат, ординарий епархии Бергамо (888—935)[3].

## Декабрь
- Иоанн XI, Папа Римский (931—935).

## Дата смерти неизвестна или требует уточнения
- Арефа Кесарийский, византийский политический и церковный деятель, архиепископ Кесарии Каппадокийской (902—935).
- Абу-ль-Хасан аль-Ашари, выдающийся мусульманский мыслитель, богослов, основатель одной из школ каляма, получившей название по его имени — ашариты.
- Гнупа, правитель Дании.
- Грифид ап Оуайн, король части Гливисинга (930—935)[4].
- Мардавидж, 1-й Эмир Государства Зияридов (927—935)[5].
- Абу Джафар ат-Тахави, мусульманский суннитский учёный, один из авторитетов ханафитского мазхаба.
- Трпимир II, король Хорватии (928—935) из династии Трпимировичей.
- Шахид Балхи, персидский поэт, теолог, философ и суфи[6].